# Dioicodendron
Dioicodendron là một chi thực vật có hoa trong họ Thiến thảo (Rubiaceae).

## Loài
Chi Dioicodendron gồm các loài: